# Бяло-Зелёне (женский регбийный клуб)
«Бяло-Зелёне» (пол. Biało-Zielone), полное название «Бяло-Зелёне Ледис Гданьск» (пол. Biało-Zielone Ladies Gdańsk) — польский женский клуб по регби-7 из города Гданьск, основанный в 2009 году как женская секция регбийного клуба «Лехия» и носивший такое же имя (пол. RC Ladies Lechia Gdańsk) и позже выделившийся в отдельную от спортивного общества «Лехии» регбийную команду. Команда 11 раз выигрывала чемпионат Польши по регби-7,

## История
Команда выступает в чемпионате Польши по регби-7 с момента своего образования в 2009 году, однако при этом никогда не выбывала из призовой тройки. С 2011 года «Бяло-Зелёне» является бессменным чемпионом Польши, выиграв 11 турниров из 15 (первые два турнира состоялись до образования клуба), а всего команда провела участие в 70 турнирах, одержав победы на 63 таких командах. На первых пяти турнирах команда выступала под названием «Лехия» (пол. RC Ladies Lechia Gdańsk), а с сезона 2014/2015 выступает под названием «Бяло-Зелёне». В активе польской команды есть также пять побед в Кубках Польши, из которых четыре одержаны подряд с 2016 по 2019 годы, а с 2015 по 2017 годы выигрывала турнир по пляжному регби в Сопоте. В сезонах 2015/2016 и 2016/2017 команда не проиграла ни одного встреча, оформив в этих сезонах «требл» — чемпионат Польши, Кубок Польши и турнир по пляжному регби в Сопоте.
В 2013 году команда участвовала в так называемом «Кубке Марио» в Гданьске, выступая под названием «Марио Ледис Лехия Гданьск» (пол. RC Mario Ladies Lechia Gdańsk). В сентябре 2021 года клуб принял участие в Кубке европейских чемпионов по регби-7 в Санкт-Петербурге и дошёл до финала, проиграв московскому ЦСКА 10:26.
В октябре 2021 года клуб заявил, что готов заявиться в чемпионат России по регби-7 для продолжения развития команды, а в польском чемпионате в таком случае может выступать второй состав «бело-зелёных».

## Состав
Спортсменки, участвовавшие в турнирах в 2018 году
| Имя спортсменки                               | Гражданство |
| --------------------------------------------- | ----------- |
| Каролина Ящишын (пол. Karolina Jaszczyszyn)   | Польша      |
| Анна Клиховская (пол. Anna Klichowska)        | Польша      |
| Малгожата Клос (пол. Małgorzata Kłos)         | Польша      |
| Малгожата Колдей (пол. Małgorzata Kołdej)     | Польша      |
| Ханна Малишевская (пол. Hanna Maliszewska)    | Польша      |
| Марлена Мрочиньская (пол. Marlena Mroczyńska) | Польша      |
| Марта Новош (пол. Marta Nowosz)               | Польша      |
| Наталья Памента (пол. Natalia Pamięta)        | Польша      |
| Оксана Панасенко (пол. Oksana Panasenko)      | Украина     |
| Моника Пьетжак (пол. Monika Pietrzak)         | Польша      |
| Юлианна Шустер (пол. Julianna Schuster)       | Польша      |
| Дагна Вестфельд (пол. Dagna Westfeld)         | Польша      |
| Сильвия Витковская (пол. Sylwia Witkowska)    | Польша      |

## Достижения
Чемпионат Польши
- Чемпионы (11 раз): 2011, 2012, 2013, 2013–14, 2014–15, 2015–16, 2016–17, 2017–18, 2018–19, 2019–20, 2020–21
- Серебряные призёры (1 раз): 2010
- Бронзовые призёры (1 раз): 2009

Кубок европейских чемпионов
- Финалисты (1 раз): 2021

Кубок Польши
- Победители (5 раз): 2011, 2016, 2017, 2018, 2019

Турнир по пляжному регби в Сопоте
- Победители (3 раза): 2015, 2016, 2017
- Финалисты (1 раз): 2019

Кубок Марио
- Победители (2 раза): 2010, 2013

Открытый чемпионат Латвии по регби-7 (Latvian Open 7's)
- Победители (1 раз): 2012

## Сезоны
Итоговые результаты приводятся с сезона 2009 года; точные данные приводятся с 2011 года.
|                 | Чемпионат | Чемпионат | Чемпионат | Чемпионат       | Чемпионат | Кубок      | Другие турниры              |
| Название клуба  | Сезон     | Место     | Этапов    | Побед на этапах | Источники | Кубок      | Другие турниры              |
| --------------- | --------- | --------- | --------- | --------------- | --------- | ---------- | --------------------------- |
| Лехия (Гданьск) | 2009      | 3-е       | -         | -               | -         | Не играли  | -                           |
| Лехия (Гданьск) | 2010      | 2-е       | -         | -               | -         | Не играли  | Кубок Марио                 |
| Лехия (Гданьск) | 2011      | 1-е       | 4         | 3               | [ 7 ]     | Победители | -                           |
| Лехия (Гданьск) | 2012      | 1-е       | 6         | 5               | [ 8 ]     | Не играли  | Открытый чемпионат Латвии   |
| Лехия (Гданьск) | 2013      | 1-е       | 3         | 3               | [ 9 ]     | Не играли  | Кубок Марио                 |
| Лехия (Гданьск) | 2013/14   | 1-е       | 6         | 6               | [ 10 ]    | Не играли  | -                           |
| Лехия (Гданьск) | 2014/15   | 1-е       | 7         | 5               | [ 11 ]    | Не играли  | Пляжный турнир в Сопоте     |
| Бяло-Зелёне     | 2015/16   | 1-е       | 8         | 8               | [ 12 ]    | Победители | Пляжный турнир в Сопоте     |
| Бяло-Зелёне     | 2016/17   | 1-е       | 8         | 8               | [ 13 ]    | Победители | Пляжный турнир в Сопоте     |
| Бяло-Зелёне     | 2017/18   | 1-е       | 8         | 6               | [ 14 ]    | Победители | -                           |
| Бяло-Зелёне     | 2018/19   | 1-е       | 8         | 8               | [ 15 ]    | Победители | Пляжный турнир в Сопоте     |
| Бяло-Зелёне     | 2019/20   | 1-е       | 5         | 5               | [ 16 ]    | Не играли  | -                           |
| Бяло-Зелёне     | 2020/21   | 1-е       | 7         | 6               | [ 17 ]    | Не играли  | Кубок европейских чемпионов |

|                                                              | Легенда                        |
| ------------------------------------------------------------ | ------------------------------ |
|                                                              | Чемпионы / победители          |
|                                                              | Серебряные призёры / финалисты |
|                                                              | Бронзовые призёры              |
| Жирным выделен сезон, в котором команда выиграла все турниры |                                |

## Награды
В сезоне чемпионата Польши 2020/2021 был учреждён приз MVP (самому полезному игроку) турнира, и на пяти этапах этот приз получали игроки «Бяло-Зелёне».
| Сезон   | Этап чемпионата | Имя                                         | Источник |
| ------- | --------------- | ------------------------------------------- | -------- |
| 2020–21 | I               | Каролина Ящишын (пол. Karolina Jaszczyszyn) | [ 18 ]   |
| 2020–21 | II              | Наталья Памента (пол. Natalia Pamięta)      | [ 19 ]   |
| 2020–21 | III             | Наталья Памента (пол. Natalia Pamięta)      | [ 20 ]   |
| 2020–21 | IV              | Наталья Памента (пол. Natalia Pamięta)      | [ 21 ]   |
| 2020–21 | V               | Малгожата Колдей (пол. Małgorzata Kołdej)   | [ 22 ]   |